# العلاقات البنينية الناوروية
العلاقات البنينية الناوروية هي العلاقات الثنائية التي تجمع بين بنين وناورو.

## مقارنة بين البلدين
هذه مقارنة عامة ومرجعية للدولتين:
| وجه المقارنة                                              | بنين            | ناورو                          |
| --------------------------------------------------------- | --------------- | ------------------------------ |
| المساحة (كم2)                                             | 114.76 ألف      | 21                             |
| عدد السكان (نسمة)                                         | 11.18 مليون     | 10.08 ألف                      |
| الكثافة السكانية (ن./كم²)                                 | 97.42           | 48.00 ألف                      |
| العاصمة                                                   | بورتو نوفو      | ضاحية يارين                    |
| اللغة الرسمية                                             | لغة فرنسية      | اللغة الناورونية، لغة إنجليزية |
| العملة                                                    | فرنك غرب أفريقي | دولار أسترالي                  |
| الناتج المحلي الإجمالي (بليون دولار)                      | 9.27 مليار      | 113.88 مليون                   |
| الناتج المحلي الإجمالي (تعادل القوة الشرائية) بليون دولار | 22.38 مليار     | 162.98 مليون                   |
| الناتج المحلي الإجمالي الاسمي للفرد دولار أمريكي          | 762             | 9.83 ألف                       |
| الناتج المحلي الإجمالي للفرد دولار أمريكي                 | 2.03 ألف        |                                |
| مؤشر التنمية البشرية                                      | 0.480           |                                |
| رمز المكالمات الدولي                                      | +229            | +674                           |
| رمز الإنترنت                                              | .bj             | .nr                            |
| المنطقة الزمنية                                           | ت ع م+01:00     | ت ع م+12:00                    |

## منظمات دولية مشتركة
يشترك البلدان في عضوية مجموعة من المنظمات الدولية، منها:
| علم المنظمة | اسم المنظمة                                 | تاريخ انضمام بنين | تاريخ انضمام ناورو |
| ----------- | ------------------------------------------- | ----------------- | ------------------ |
|             | يونسكو                                      | 18 أكتوبر 1960    | 17 أكتوبر 1996     |
|             | الاتحاد البريدي العالمي                     | ?                 | ?                  |
|             | منظمة الشرطة الجنائية الدولية               | ?                 | ?                  |
|             | الأمم المتحدة                               | 20 سبتمبر 1960    | 14 سبتمبر 1999     |
|             | الاتحاد الدولي للاتصالات                    | 1961              | 10 يونيو 1969      |
|             | منظمة حظر الأسلحة الكيميائية                | ?                 | ?                  |
|             | مجموعة دول أفريقيا والكاريبي والمحيط الهادئ | ?                 | ?                  |